# Reyvroz
Reyvroz (se prononce [ʁɛvʁo] Reyvro) est une commune française située dans le département de la Haute-Savoie, en région Auvergne-Rhône-Alpes. Elle est située dans le Chablais français.

## Urbanisme

### Typologie
Au 1er janvier 2024, Reyvroz est catégorisée commune rurale à habitat dispersé, selon la nouvelle grille communale de densité à sept niveaux définie par l'Insee en 2022.
Elle est située hors unité urbaine. Par ailleurs la commune fait partie de l'aire d'attraction de Thonon-les-Bains, dont elle est une commune de la couronne,. Cette aire, qui regroupe 18 communes, est catégorisée dans les aires de 50 000 à moins de 200 000 habitants,.

### Occupation des sols
L'occupation des sols de la commune, telle qu'elle ressort de la base de données européenne d’occupation biophysique des sols Corine Land Cover (CLC), est marquée par l'importance des forêts et milieux semi-naturels (70,6 % en 2018), une proportion identique à celle de 1990 (70,6 %). La répartition détaillée en 2018 est la suivante : 
forêts (67,3 %), prairies (25,5 %), zones urbanisées (3,8 %), milieux à végétation arbustive et/ou herbacée (3,3 %), zones agricoles hétérogènes (0,1 %).
L'IGN met par ailleurs à disposition un outil en ligne permettant de comparer l’évolution dans le temps de l’occupation des sols de la commune (ou de territoires à des échelles différentes). Plusieurs époques sont accessibles sous forme de cartes ou photos aériennes : la carte de Cassini (XVIIIe siècle), la carte d'état-major (1820-1866) et la période actuelle (1950 à aujourd'hui).

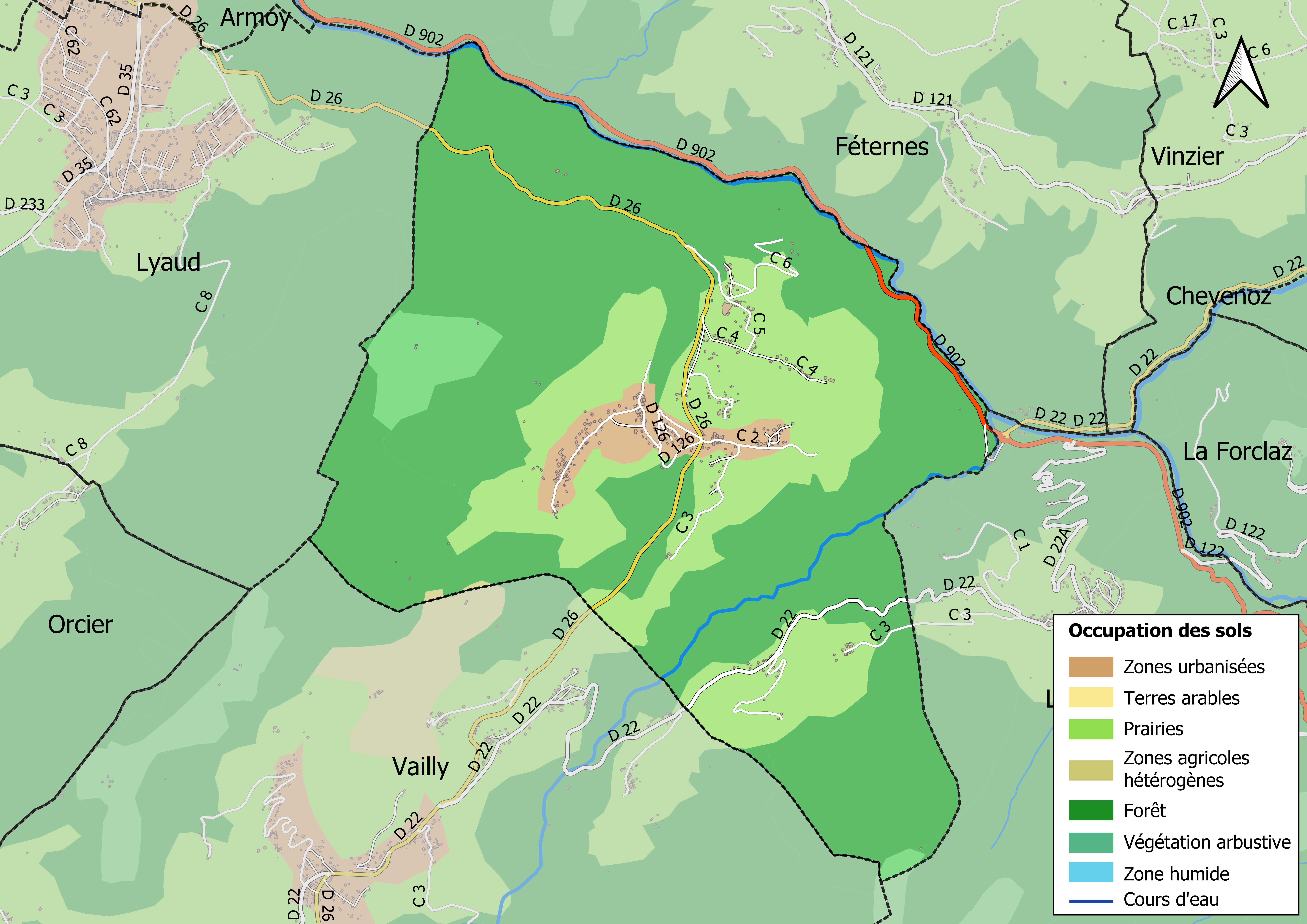
Carte des infrastructures et de l'occupation des sols en 2018 (CLC) de la commune.
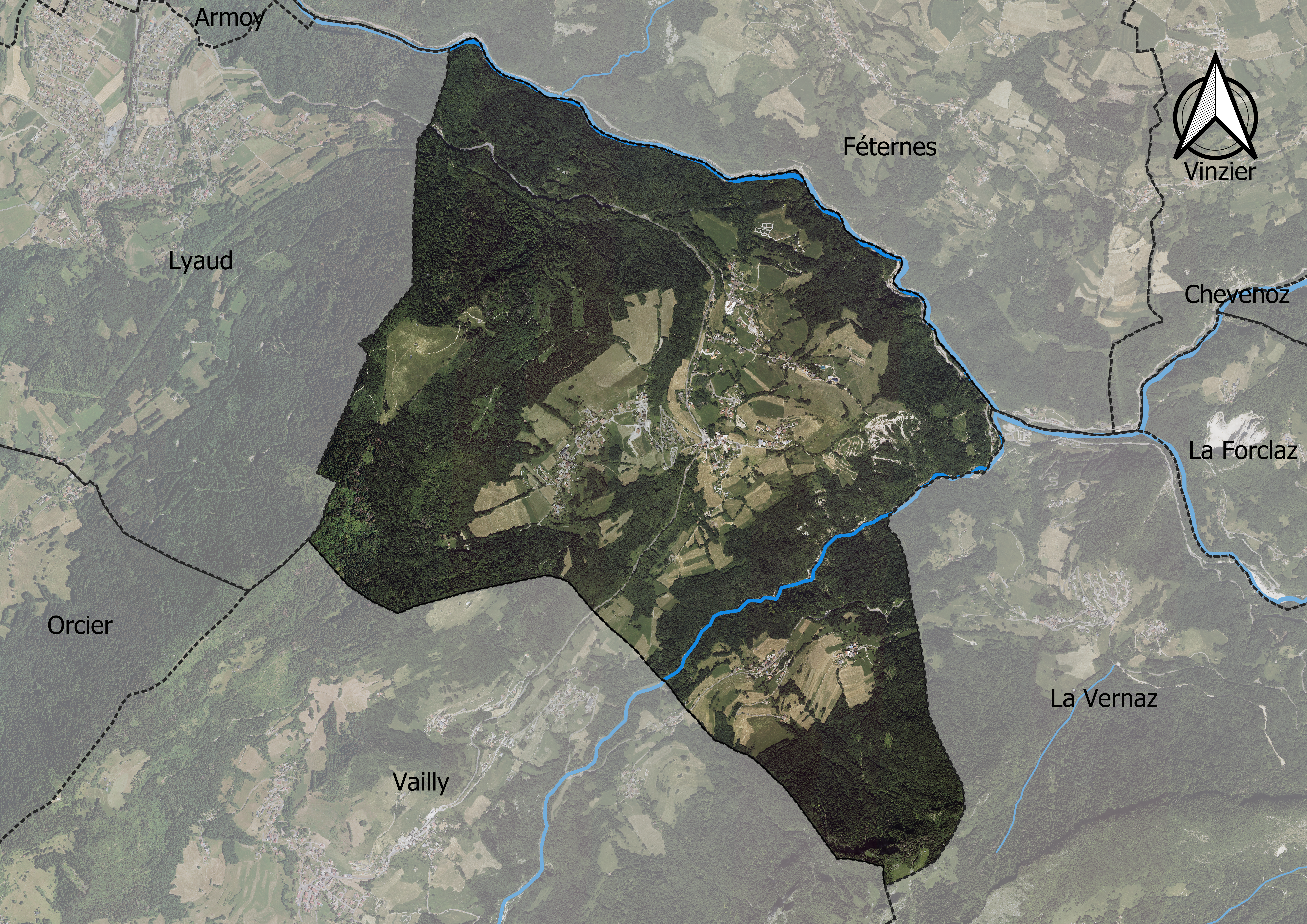
Carte orthophotogrammétrique de la commune.

## Toponymie
En francoprovençal, le nom de la commune s'écrit Révro (graphie de Conflans) ou Rêvro (ORB).

## Histoire
Lors des débats sur l'avenir du duché de Savoie, en 1860, la population est sensible à l'idée d'une union de la partie nord du duché à la Suisse. Une pétition circule dans cette partie du pays (Chablais, Faucigny, Nord du Genevois) et réunit plus de 13 651 signatures, dont 15 pour la paroisse. Le duché est réuni à la France à la suite d'un plébiscite organisé les 22 et 23 avril 1860 où 99,8 % des Savoyards répondent « oui » à la question « La Savoie veut-elle être réunie à la France ? ».

## Politique et administration

### Situation administrative
Reyvroz appartient au canton de Thonon-les-Bains, qui compte selon le redécoupage cantonal de 2014 12 communes. Avant ce redécoupage, elle appartenait au canton de Thonon-les-Bains-Est, créé en 1995 des suites de la scission de l'ancien canton de Thonon-les-Bains.
Elle forme avec quinze autres communes la communauté de communes du Haut-Chablais (CCHC).
Reyvroz relève de l'arrondissement de Thonon-les-Bains et de la cinquième circonscription de la Haute-Savoie, dont le député est Marc Francina (UMP) depuis les élections de 2012.

### Liste des maires
| Période                                  | Période                  | Identité       | Étiquette | Qualité |
| ---------------------------------------- | ------------------------ | -------------- | --------- | ------- |
| Les données manquantes sont à compléter. |                          |                |           |         |
| mars 2001                                | mars 2014                | Paul Colloud   | ...       | ...     |
| mars 2014                                | En cours (au avril 2014) | Gérald Lombard |           |         |

## Démographie
L'évolution du nombre d'habitants est connue à travers les recensements de la population effectués dans la commune depuis 1793. Pour les communes de moins de 10 000 habitants, une enquête de recensement portant sur toute la population est réalisée tous les cinq ans, les populations de référence des années intermédiaires étant quant à elles estimées par interpolation ou extrapolation. Pour la commune, le premier recensement exhaustif entrant dans le cadre du nouveau dispositif a été réalisé en 2006.

En 2022, la commune comptait 498 habitants, en évolution de −2,92 % par rapport à 2016 (Haute-Savoie : +6,01 %, France hors Mayotte : +2,11 %).
| 1793 | 1800 | 1806 | 1822 | 1838 | 1848 | 1858 | 1861 | 1866 |
| ---- | ---- | ---- | ---- | ---- | ---- | ---- | ---- | ---- |
| 497  | 471  | 372  | 640  | 723  | 720  | 684  | 668  | 702  |

| 1872 | 1876 | 1881 | 1886 | 1891 | 1896 | 1901 | 1906 | 1911 |
| ---- | ---- | ---- | ---- | ---- | ---- | ---- | ---- | ---- |
| 724  | 708  | 718  | 719  | 705  | 686  | 671  | 625  | 555  |

| 1921 | 1926 | 1931 | 1936 | 1946 | 1954 | 1962 | 1968 | 1975 |
| ---- | ---- | ---- | ---- | ---- | ---- | ---- | ---- | ---- |
| 520  | 464  | 447  | 408  | 329  | 341  | 336  | 333  | 347  |

| 1982 | 1990 | 1999 | 2006 | 2011 | 2016 | 2021 | 2022 | - |
| ---- | ---- | ---- | ---- | ---- | ---- | ---- | ---- | - |
| 342  | 367  | 420  | 447  | 482  | 513  | 500  | 498  | - |

## Culture et patrimoine

### Lieux et monuments
L'église Saint-Maurice.
Comme un peu partout dans le Chablais, de nombreux oratoires ont été construits sur le périmètre de la commune.

### Héraldique
| Armes de Reyvroz | Les armes de Reyvroz se blasonnent ainsi : Écartelé : au premier d'azur à un écusson cousu de gueules à la bande d'argent ; au deuxième de sinople à une rivière d'argent mise en bande ; au troisième à une tour flanquée, à sénestre, d'un avant-mur le tout d'argent maçonné de sable ; au quatrième à un écusson cousu de gueules à la croix d'argent ; à une croix tréflée d'argent brochant sur la partition. |